# Wilhelm Schuler

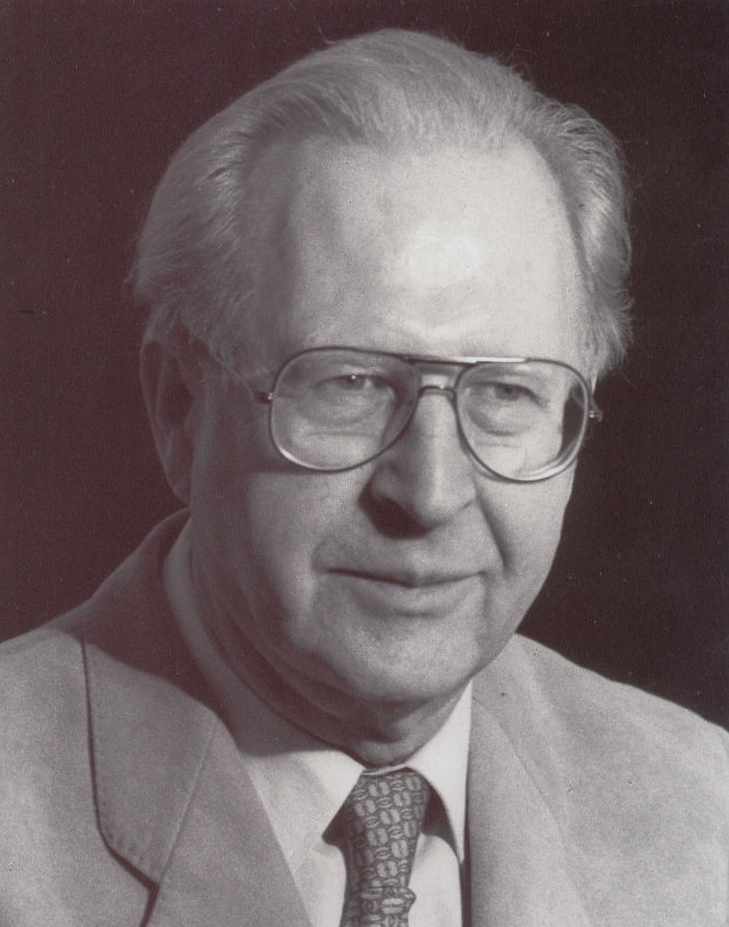
Wilhelm Schuler (1977)

Wilhelm Schuler (* 27. Dezember 1914 in Ulm; † 5. Juni 2010 in Bad Homburg vor der Höhe) ist als Chemiker, Erfinder und Unternehmer in der zweiten Hälfte des 20. Jahrhunderts bekannt geworden.

## Leben
An der Technischen Hochschule der Freien Stadt Danzig (TH Danzig) studierte Schuler seit 1934 Chemie. Nach der Diplomchemiker-Hauptprüfung wurde er im Jahre 1939 zur Wehrmacht einberufen. Man stellte ihn jedoch bereits nach einem halben Jahr wieder frei, da er von Paul Rabe (Universität Hamburg) für wichtige Forschungsarbeiten auf dem Arzneistoffgebiet für die TH Danzig zurückgefordert wurde. So konnte er seine Forschungsarbeiten fortsetzen und wurde 1941 promoviert. Diese Arbeiten fertigte er im Arbeitskreis von Henry Albers – dessen Doktorvater Paul Rabe war – in der organischen Chemie an. Schuler forschte dabei über organische Phosphorverbindungen. Er blieb dann Assistent von Henry Albers an der TH Danzig und arbeitete über Alkaloide. Seit 1944 beschäftigte sich Schuler mit seiner Habilitationsarbeit an der TH Danzig. Kurz vor Kriegsende wechselte er an die Universität Hamburg. Im Arbeitskreis von Ilse Esdorn (1897–1985) arbeitete er dort über die Analyse von Naturstoffen, vor allem von Alkaloiden, Glukosiden und Schleimen in Arzneipflanzen. Dabei entdeckte er ein Verfahren zur Herstellung eines Geliermittels aus Heidekraut, das in der Lebensmittel- und in der kosmetischen Industrie verwendet wurde. Schuler vergab eine Lizenz an die Firma Spangenberg. Mit den Lizenzeinnahmen gründete der 32-jährige Schuler gemeinsam mit einem Partner die Firma Dr. Schuler & Lange, Chemisches und Pharmazeutisches Laboratorium GmbH, Hamburg. So begann seine Laufbahn als selbstständiger Unternehmer. Schuler & Lange beschäftigte sich mit der Herstellung von Arzneistoffen und mit pharmazeutischer Auftragsforschung. Hauptauftraggeber für die chemisch-synthetische Forschung war dabei die Firma Promonta, die später im Byk-Gulden-Konzern (heute Altana) aufging. Aus diesen Arbeiten entstanden – in Kooperation mit dem Biologen und Pharmakologen Otto Nieschulz – einige erfolgreiche Arzneistoffe, wie zum Beispiel
- das Neuroleptikum Pecazin [Pacatal(D)],
- das Antihistaminikum Kolton (D), ein 8-Chlortheophyllin-Salz von Diphenylpyralin, und
- Vaditon (D), eine galenische Weiterentwicklung des Pyramidons, das nun injizierbar wurde.

Die Degussa AG bot Wilhelm Schuler einen ungewöhnlichen Arbeitsvertrag an, der es ihm ermöglichte seine ‚privaten unternehmerischen‘ Aktivitäten parallel fortzusetzen und auszubauen. 1953 trat Schuler als Leiter der Arzneimittelforschung in das Degussa-Tochterunternehmen (Chemiewerk Homburg) ein. Schuler war als Arzneistoff-Forscher außerordentlich kreativ und erfolgreich. Es gelang ihm durch Anwendung des Azalogie-Prinzips (Ersatz von „=CH–“ durch das isoelektronische „=N–“) neue Arzneistoffe zu entwickeln. Schuler gelang erstmals die Synthese von 4-Azaphenothiazin, einer Schlüsselverbindung für die Herstellung der Arzneistoffe Prothipendyl [Dominal (D)], Isothipendyl [Andantol (D)] und Pipazetat [Selvigon (D)], die Schuler erfand und die patentiert wurden. Schuler hat weiterhin die Entwicklung zu den erfolgreichen Wirkstoffen Fenetyllin [Captagon (D)], Mefenorex [Rondimen (D)] und Oxyfedrin [Ildamen (D)] initiiert. 1960 dehnte er seine privaten unternehmerischen Aktivitäten nach Irland aus und gründete die Firma Loftus Bryan. Zwanzig Jahre später verkaufte er dieses Unternehmen an den US-Pharmakonzern Schering-Plough. 1982 gründete Wilhelm Schuler gemeinsam mit seiner Tochter in Irland die Firma Iropharm, die sich mit der Synthese patentfreier Antidepressiva befasste, die durch Grignard-Reaktion zugänglich sind. Inzwischen wurde dieses Unternehmen an Sigma-Aldrich verkauft.
In der Degussa AG strukturierte Wilhelm Schuler die Chemieforschung neu. Schuler förderte die Entwicklung von Ionenaustauschern zum Einsatz in der Waschmittelindustrie, die Entwicklung der Autoabgaskatalysatoren und zahlreiche weitere strategisch und wirtschaftlich relevante Forschungs- und Entwicklungsprojekte, die teilweise bis heute für die Evonik Degussa GmbH und andere Firmen wirtschaftlich bedeutend sind. Die Chemiker Gunther Dittrich, Rudolf Fahnenstich, Axel Kleemann, Peter Kleinschmit, Heribert Offermanns und Gerd Schreyer (Auswahl) wurden von Schuler nachhaltig motiviert und gefördert.
Er lebte lange in Bad Homburg vor der Höhe und ist dort auch begraben. Schuler hinterlässt eine Tochter.